# موزه تاریخ طبیعی (اصفهان)
موزهٔ تاریخ طبیعی اصفهان موزه‌ای است که در ۱۵ اسفند ۱۳۶۷ در محل تالار تیموری به بهره‌برداری رسیده‌است. این موزه دارای ۷ سالن به نام‌های «سالن راهنمای موزه»، سالن بی مهرگان، سالن گیاه‌شناسی، سالن زمین‌شناسی، سالن جغرافیای طبیعی، سالن مهره‌داران و سالن کمک آموزشی و دیدنی‌های جهان خلقت است.تالار تیموری مربوط به دوره تیموریان و سدهٔ نهم خورشیدی (سدهٔ پانزدهم میلادی) است. تالار تیموری در اصفهان، خیابان سپه، چهارراه استانداری واقع شده و این اثر در تاریخ ۱ دی ۱۳۴۸ با شمارهٔ ثبت ۸۹۱ به‌عنوان یکی از آثار ملی ایران به ثبت رسیده‌است.

## نگارخانه

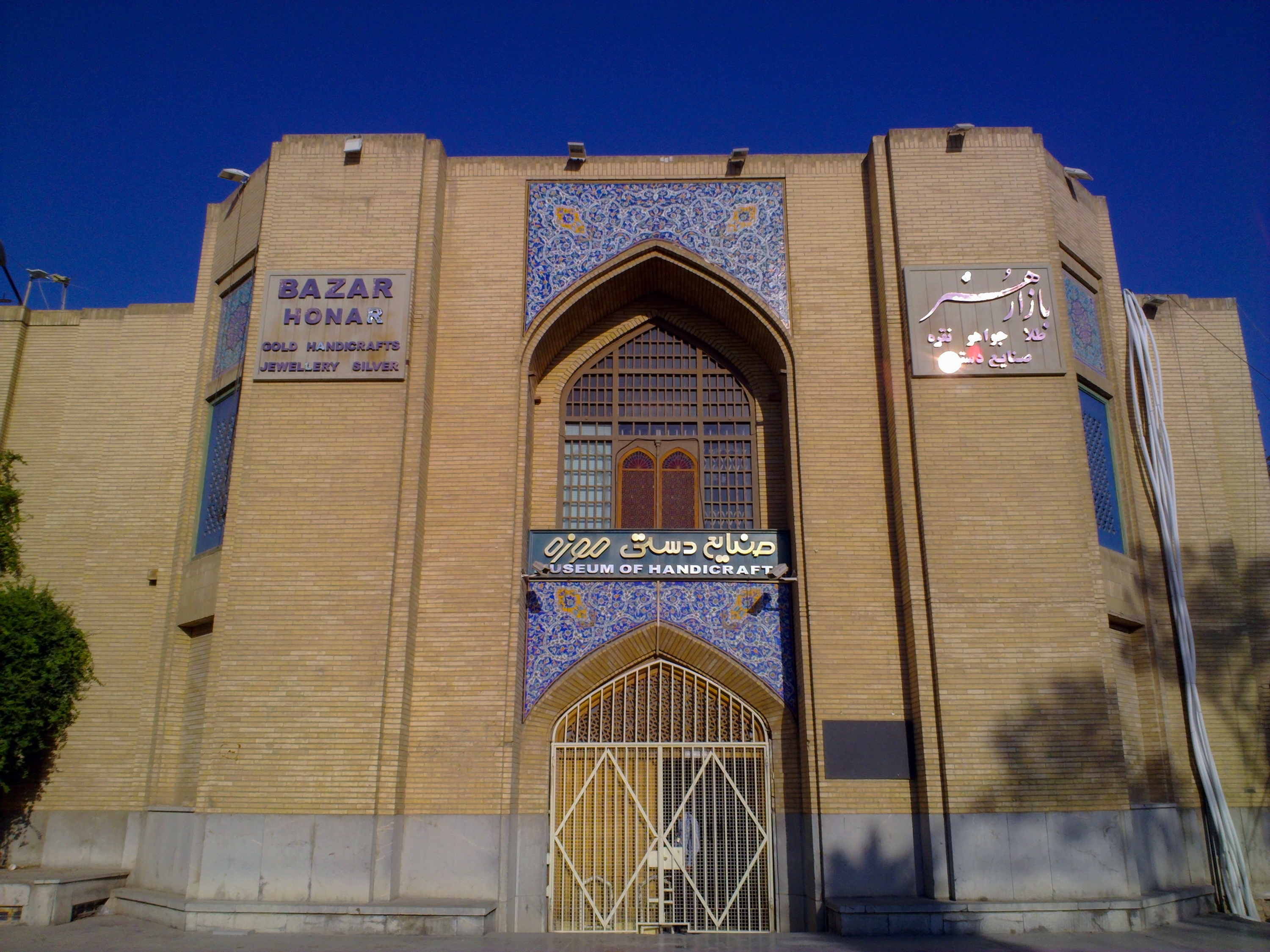
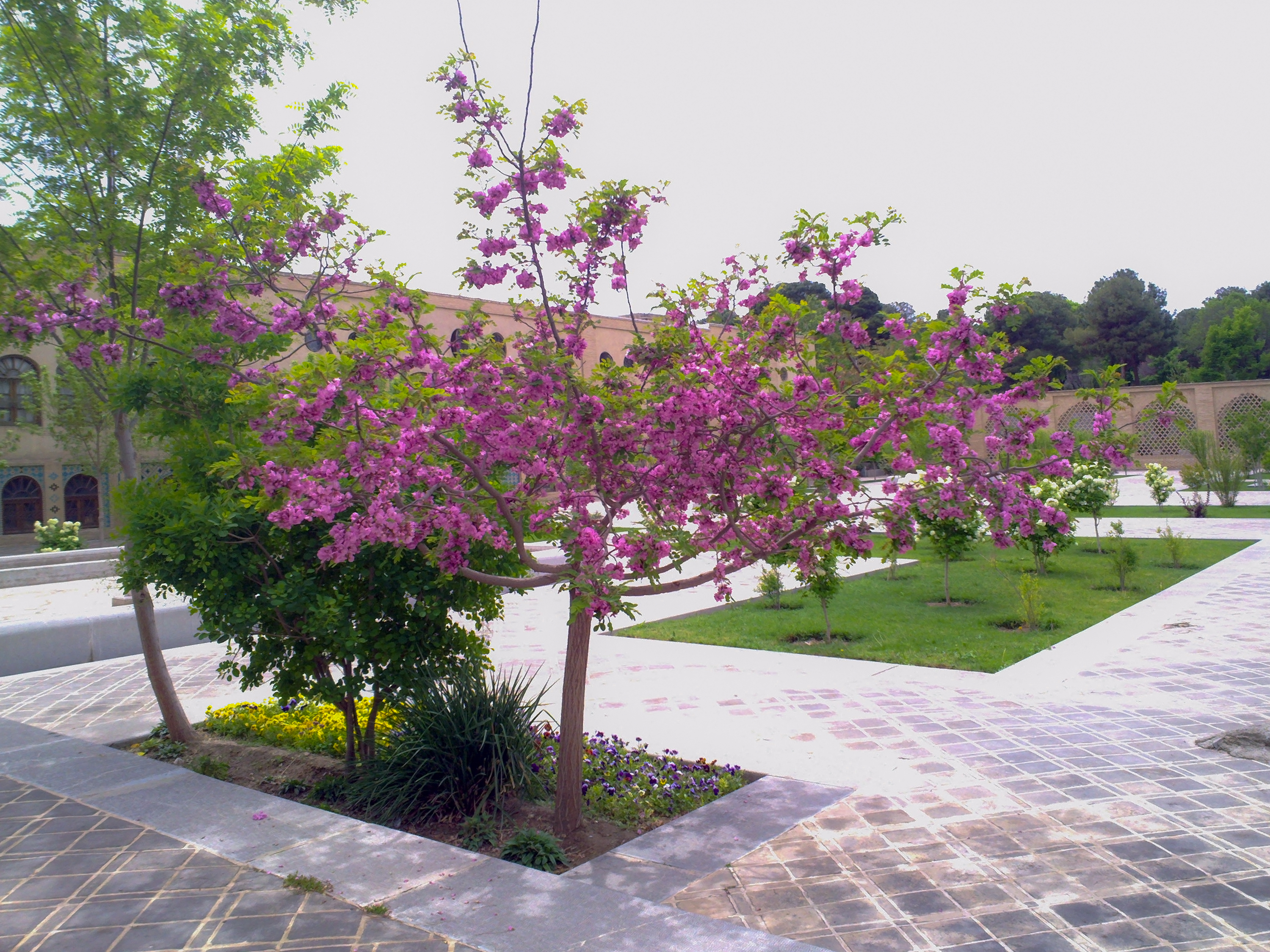
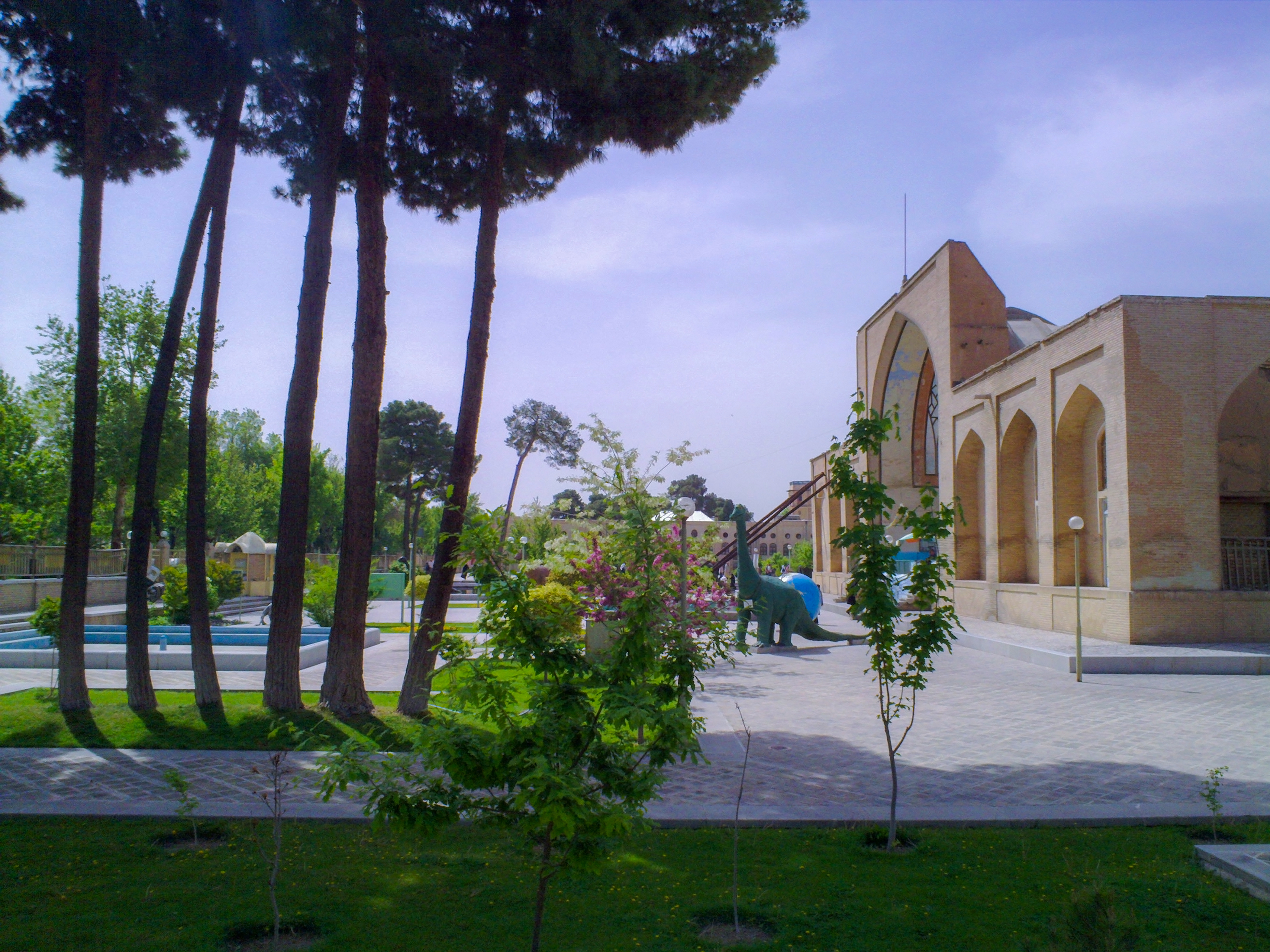
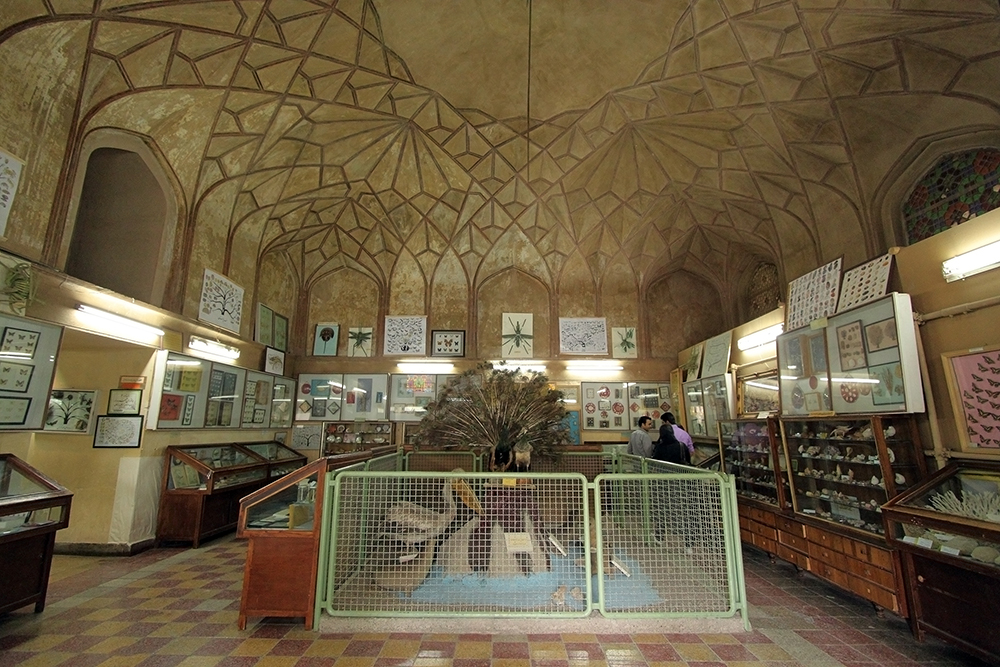
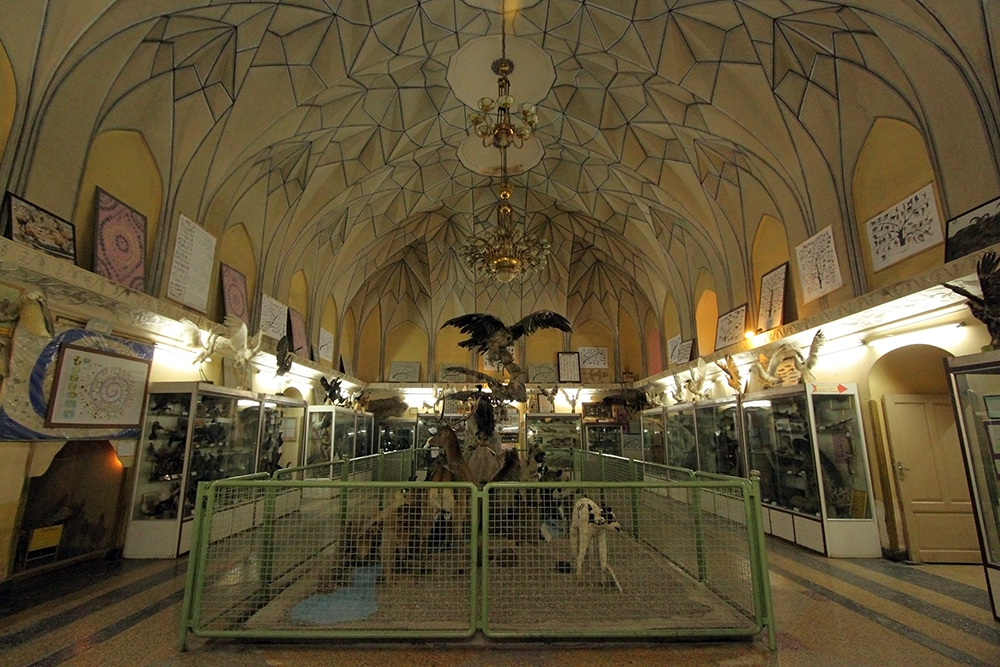
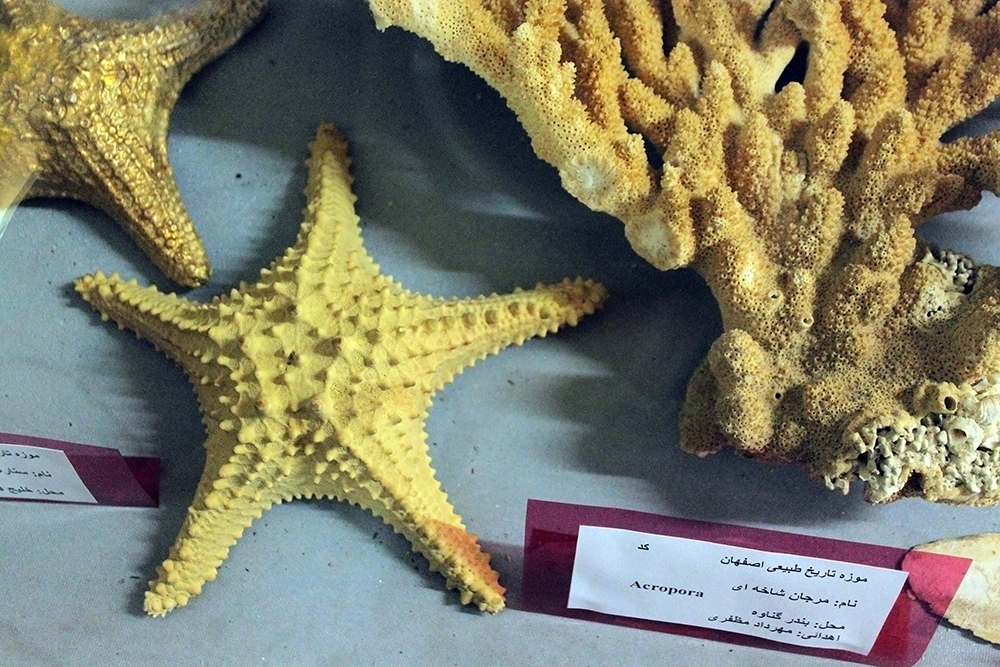
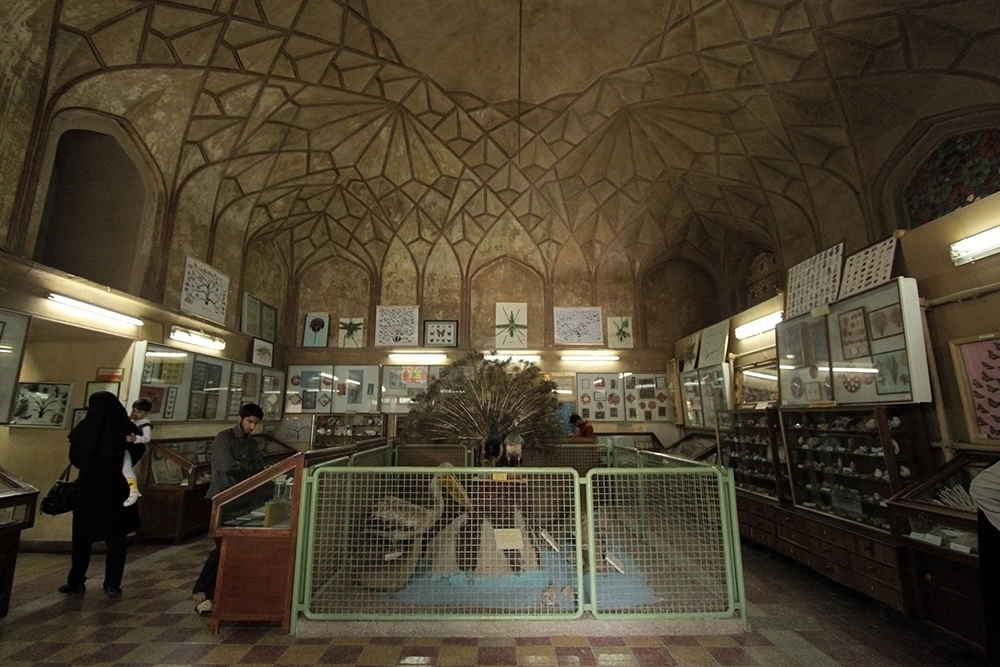
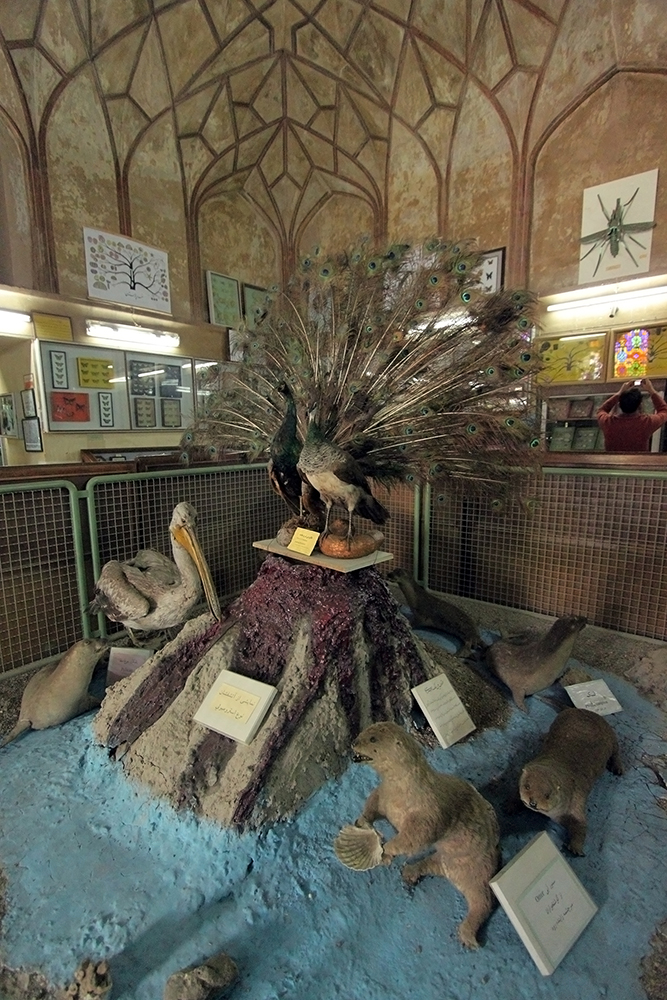
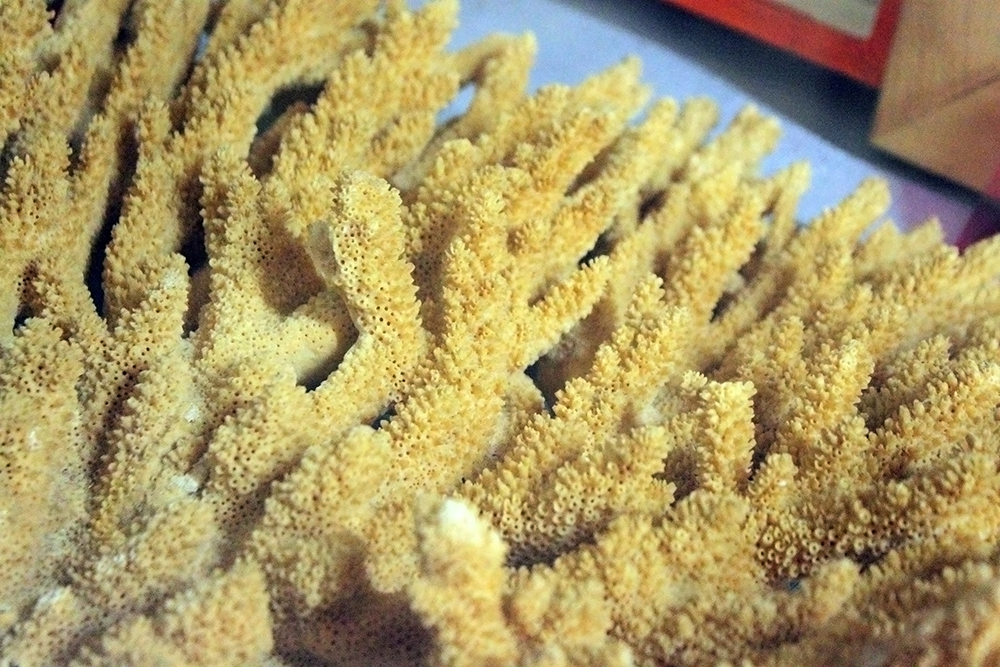
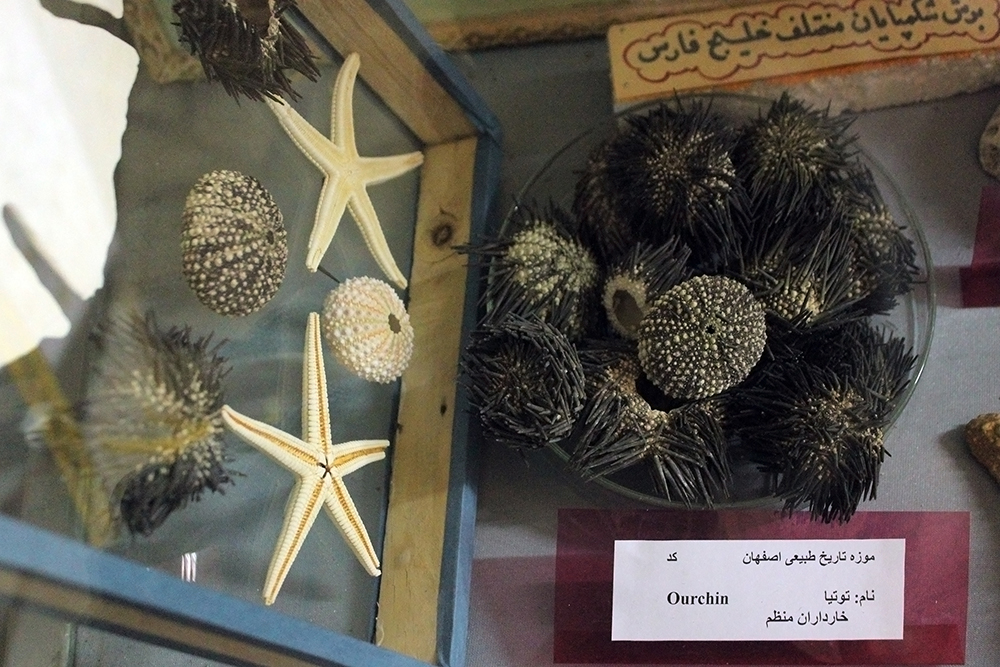
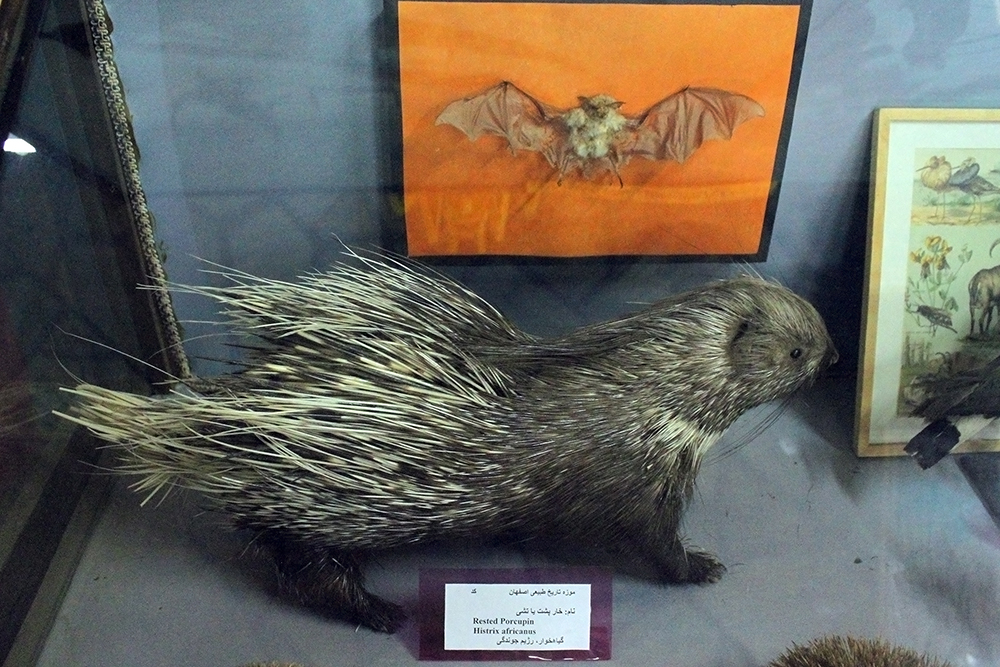
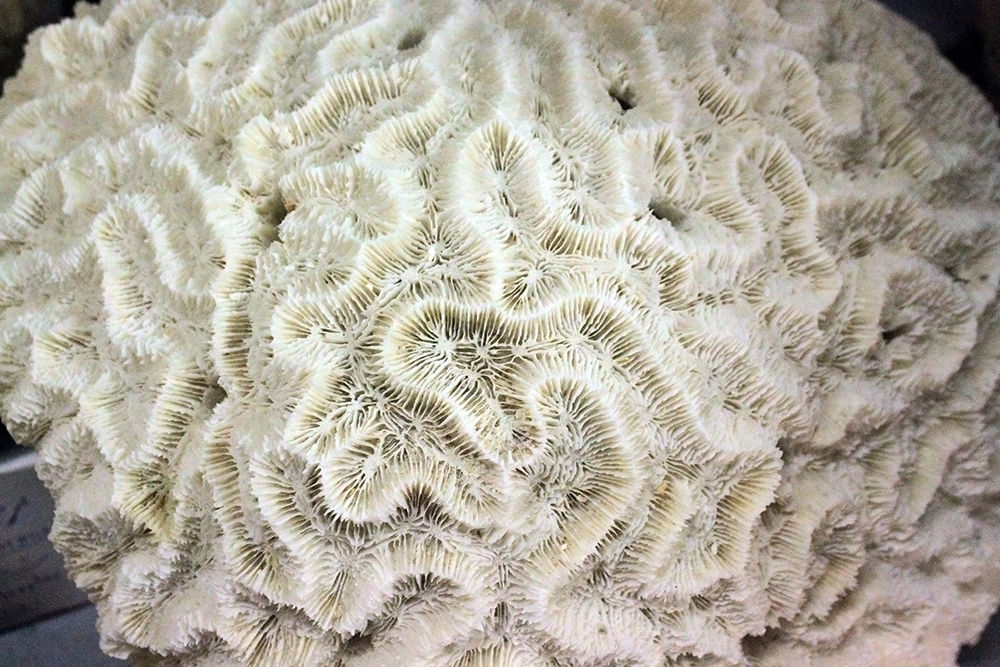
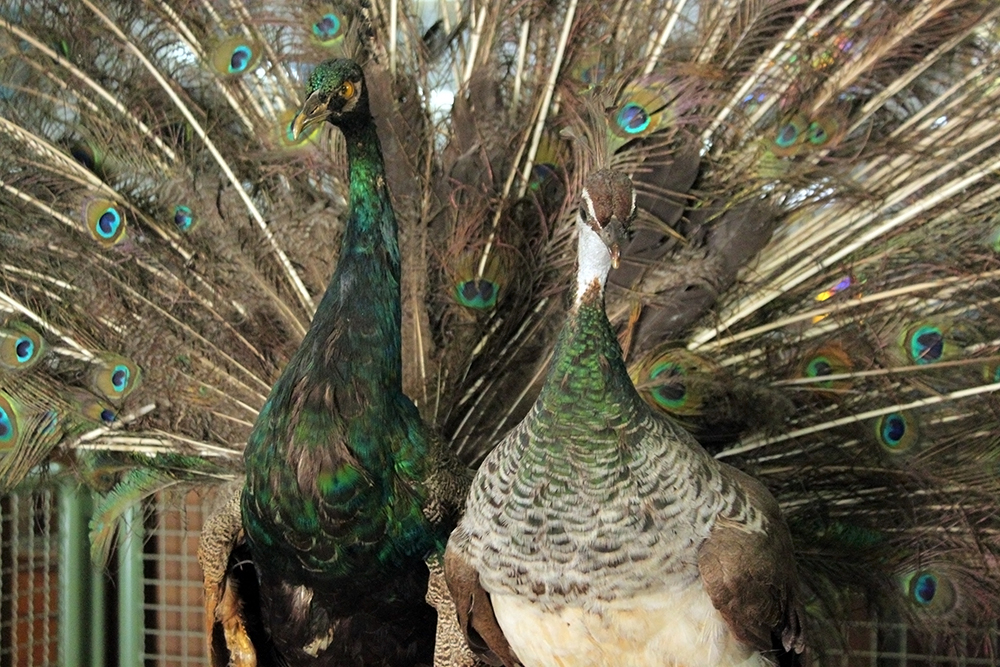
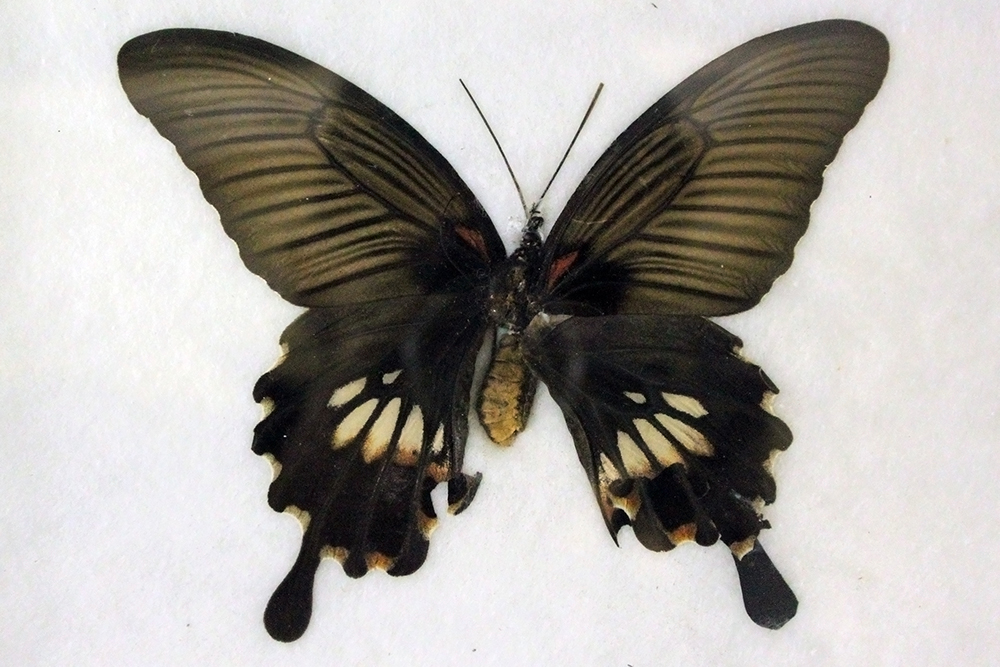

## پیشینه بنای موزه تاریخ طبیعی اصفهان
موزه تاریخ طبیعی اصفهان در محل تالار تیموری که از آثار دوره تیموری است واقع شده‌است. تالار تیموری که به عمارت چهارحوض نیز مشهور است زمانی دارالحکومه و ساختمان دیوانی بود و در دوره پهلوی به عنوان باشگاه افسران استفاده می‌شد. در اوایل دهه ۳۰ در نزدیک این بنا دو سرستون سنگی متعلق به دورهٔ ساسانی کشف شد که یکی از آنها در موزه تهران و دیگری در ایوان جنوبی چهلستون موجود است که نقش خسروپرویز در آن است. در دوران صفویان و بعد از خاندان تیمور تغییراتی در بنا به وجود آمده و الحاقاتی به آن اضافه شده یا قسمتهایی از آن کاسته شده‌است.
لازم به توضیح است که موزه تاریخ طبیعی اصفهان که در حقیقت یادگاری از نزدیک به ۴۰ سال زحمات شبانه‌روزی استاد زمین‌شناسی مرحوم محمدعلی جعفریان است.
ضمن اینکه در کتاب آثار ملی اصفهان تالیف ابوالقاسم رفیعی، این بنا از ساخته‌های دوران تیموری (احتمالا اوایل دهه ۸۰۰ قمری) ذکر شده است.
ضمن اینکه ظاهرا به نظر می‌رسد تالار تیموری امروز با روزگار پیشینش متفاوت باشد. این بنا در سال ۱۳۲۷ هجری شمسی به باشگاه افسران اختصاص یافت و در ۱۳۲۷ تعمیر و بازسازی شد.
شایان ذکر است که در دوران حکومت پهلوی تالار تیموری محل لشکر و سربازان بود که در سال ۱۳۲۷ هجری شمسی به باشگاه افسران تخصیص یافت و همزمان با آن به تقلید از مینیاتورهای کاخ چهل‌ستون تابلوهای مینیاتور را به ترئینات آن افزوده نموده اند.

## معماری بنای تالار تیموری
این بنا دارای چند تالار بزرگ و یک ایوان است که با مقرنس و تزیینات گچبری زینت داده شده‌است. تالار تیموری که به عمارت چهارحوض نیز مشهور است زمانی دارالحکومه و ساختمان دیوانی بود و در دوره پهلوی به عنوان باشگاه افسران استفاده می‌شد. در دوران صفویان و بعد از خاندان تیمور تغییراتی در بنا به وجود آمده و الحاقاتی به آن اضافه شده یا قسمتهایی از آن کاسته شده‌است.

## تأسیس و شکل‌گیری موزه تاریخ طبیعی اصفهان

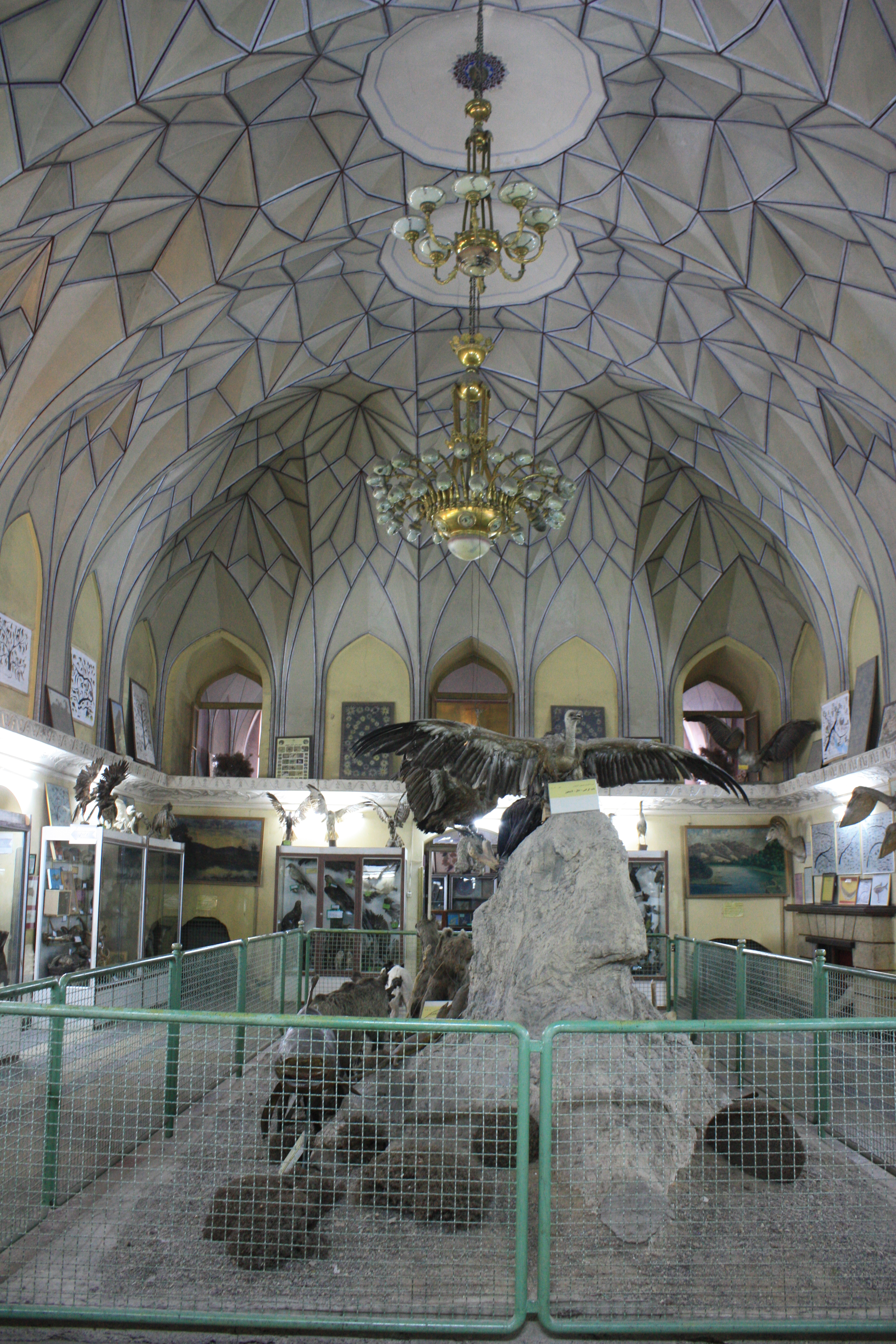
موزهٔ تاریخ طبیعی اصفهان

بهره‌برداری تالار تیموری از جانب شهرداری اصفهان در اختیار موزه تاریخ طبیعی اصفهان قرار گرفته و از تاریخ ۱۵ اسفند ۱۳۶۷ این مکان با کاربری جدید مورد بهره‌برداری قرار می‌گیرد.
تمامی آثار و مجموعه‌های موزه تاریخ طبیعی اصفهان در زمینه‌های علوم گیاهی، جانوری، زمین‌شناسی و جغرافیایی به همت و سرمایه شخصی دکتر جعفریان، استاد دانشگاه اصفهان از نقاط مختلف ایران و جهان گردآوری، خریداری یا مبادله شده‌است. ایشان در مدت ۳۷ سال آثار موجود در موزه تاریخ طبیعی اصفهان را گردآوری، تنظیم و رده‌بندی کرده‌اند. آثار و مجموعه‌های موجود در موزه تاریخ طبیعی اصفهان بعد از بررسی‌های علمی به شکل کنونی در معرض بازدید عمومی قرار گرفته‌است. در سال ۱۳۹۶، موزه به منظور بازسازی و مرمت موقتا تعطیل شد.

## سالن‌ها و بخش‌های موجود در موزه تاریخ طبیعی اصفهان
موزهٔ تاریخ طبیعی اصفهان شامل هفت سالن به شرح زیر است:

### سالن راهنمای موزه
سالن راهنمای موزه در بدو ورود بازدیدکنندگان موزه قرار دارد و نقشه‌ها و اطلاعات لازم برای معرفی سالن‌های دیگر در آن قرار داده شده‌است تا بازدیدکنندگان قبل از بازدید از سالن‌های دیگر اطلاعاتی از آثار موجود در موزه دریافت کنند.

### سالن جانوران بی‌مهره
در سالن بی مهرگان انواع مختلفی از بندپایان، نرم‌تنان، خارپوستان، مرجان‌ها، اسفنج‌ها و تک‌سلولی‌ها بصورت علمی دسته‌بندی شده‌اند و بازدیدکنندگان می‌توانند از این آثار و مجموعه‌ها بازدید به عمل بیاورند.
در سالن جانوران بی‌مهره محموعه آشنایی با جهان حشرات، صدف‌های کمیاب اقیانوس کبیر، اطلس پروانگان سحرآمیز و همچنین مجموعه بازسازی آموزشی نرم‌تنان نیز به نمایش گذاشته شده‌است.

### سالن گیاه‌شناسی
سالن گیاهشناسی مشتمل بر انواع گیاهان گلدار، بی گل، گیاهان دارویی، صنعتی و تنه درختان جنگل‌های ۱۸۰ میلیون سال پیش ایران.

### سالن زمین‌شناسی
سالن زمین‌شناسی شامل کلیهٔ مواد تشکیل دهندهٔ پوستهٔ جامد زمین، کانی‌ها، کریستالها، سنگ‌های معدنی، رسوبی و…

### سالن جغرافیای طبیعی و نقشه‌ها
سالن جغرافیای طبیعی و نقشه‌ها مشتمل بر انواع نقشه‌های ایران (زمین‌شناسی، گیاهان، جانوران و…)

### سالن جانوران مهره‌دار
سالن مهره‌داران که بزرگ‌ترین سالن موزه است و مشتمل بر انواع ماهیان، دوزیستان، خزندگان، پرندگان و پستانداران به صورت تاکسیدرمی شده است.

### سالن کمک آموزشی و دیدنی‌های جهان خلقت
سالن کمک آموزشی و دیدنی‌های جهان خلقت شامل عکس‌ها و اسلایدهای آموزشی.